# Université nationale de pédagogie de Cheongju
L'Université nationale de pédagogie de Cheongju (en hangul : 청주교육대학교) est une université nationale de Corée du Sud située à Cheongju.

## Histoire
L'établissement a été créé comme l'école normale publique de Cheongju(청주사범학교). Il a été intégré au système d'éducation nationale coréen en 1950. En 1962 le cursus passe de un à deux ans et l'établissement prend le nom d'institut national de formation des enseignants de Cheongju. En 1984, le cursus passe à quatre ans. En 1993 l'établissement acquiert le titre d'université. La faculté de cycle supérieur ouvre en 1996.